# Dichoropetalum platycarpum
Dichoropetalum platycarpum är en växtart i släktet Dichoropetalum och familjen flockblommiga växter.
Arten är en perenn ört som förekommer i Iran, Turkmenistan och sydvästra Afghanistan. Den beskrevs först som Johrenia platycarpa av Pierre Edmond Boissier 1844, och fick sitt nu gällande namn av Michail Pimenov och Jevgenij Kljujkov 2007.